# Kinnaströms väveri AB
Kinnaströms väveri AB var ett svenskt textilföretag som grundades 1885.
Driften i Kinnaström började 1886 med ett 50-tal vävstolar och företaget ombildades 1895 till aktiebolag. 1912 uppköptes även en textilfabrik i Johannesdal. Man tillverkade främst bomulls-, ylle- och konstsilkestyger samt bolstervar. Man hade i början av 1930-talet 340 anställda.